# 東化洞
東化洞 （トンファドン、朝：동화동）は、ソウル特別市中区にある行政洞。

## 概要
東化洞は中区東部に位置している行政洞である。東は区境となっており、城東区と接している。南は同じ区内の青丘洞、西は新堂洞、北は新堂5洞にそれぞれ接している。
もともとこの地域の行政洞は新堂1洞から新堂6洞までであり、行政が機械的に番号を付けた、何ら由緒の無い名称を使用していた。そこで、住民アンケートを実施し、公募した候補の中から新しい名称を選ぶこととなった。その結果、2013年7月20日付けで新堂5洞を除く各洞の名称が一斉に変更され、新堂6洞は「東化洞」に改名された。

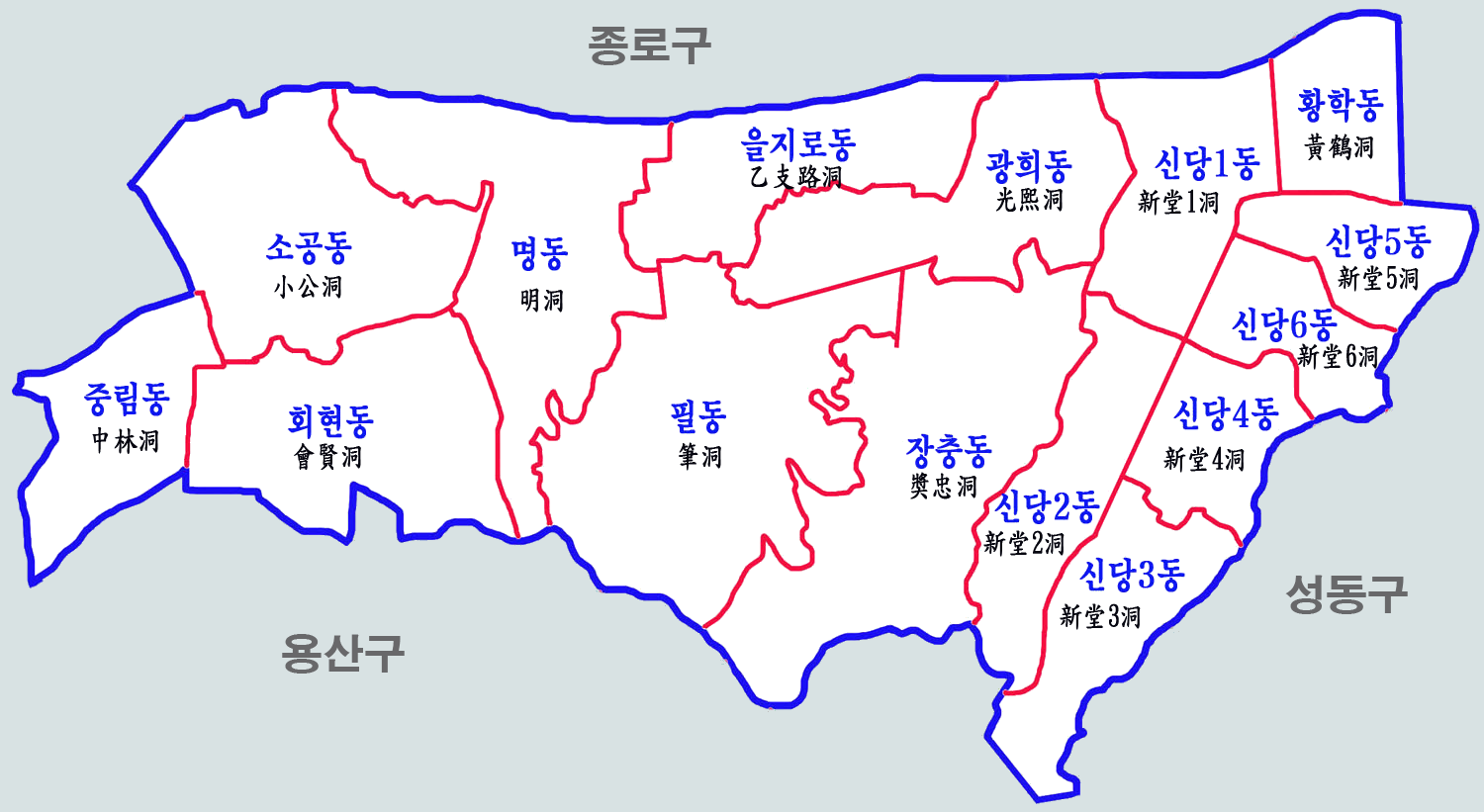
中区の行政洞。上図の新堂6洞が本項の東化洞に該当

## 法定洞
管轄の法定洞は以下のとおりである。
- 新堂洞 （シンダンドン、신당동）